# 7352 Hypsenor
7352 Hypsenor eller 1994 COär en trojansk asteroid i Jupiters lagrangepunkt L5. Den upptäcktes 4 februari 1994 av de båda japanska astronomerna Seiji Ueda och Hiroshi Kaneda i Kushiro. Den är uppkallad efter Hypsenor i den grekiska mytologin.
Asteroiden har en diameter på ungefär 48 kilometer.